# Josef Dlask
Josef Dlask (12. července 1782 Dolánky u Turnova – 20. května 1853 Dolánky u Turnova) byl český písmák, sedlák, rychtář na Bukovině žijící na Dlaskově statku v Dolánkách u Turnova.

## Život

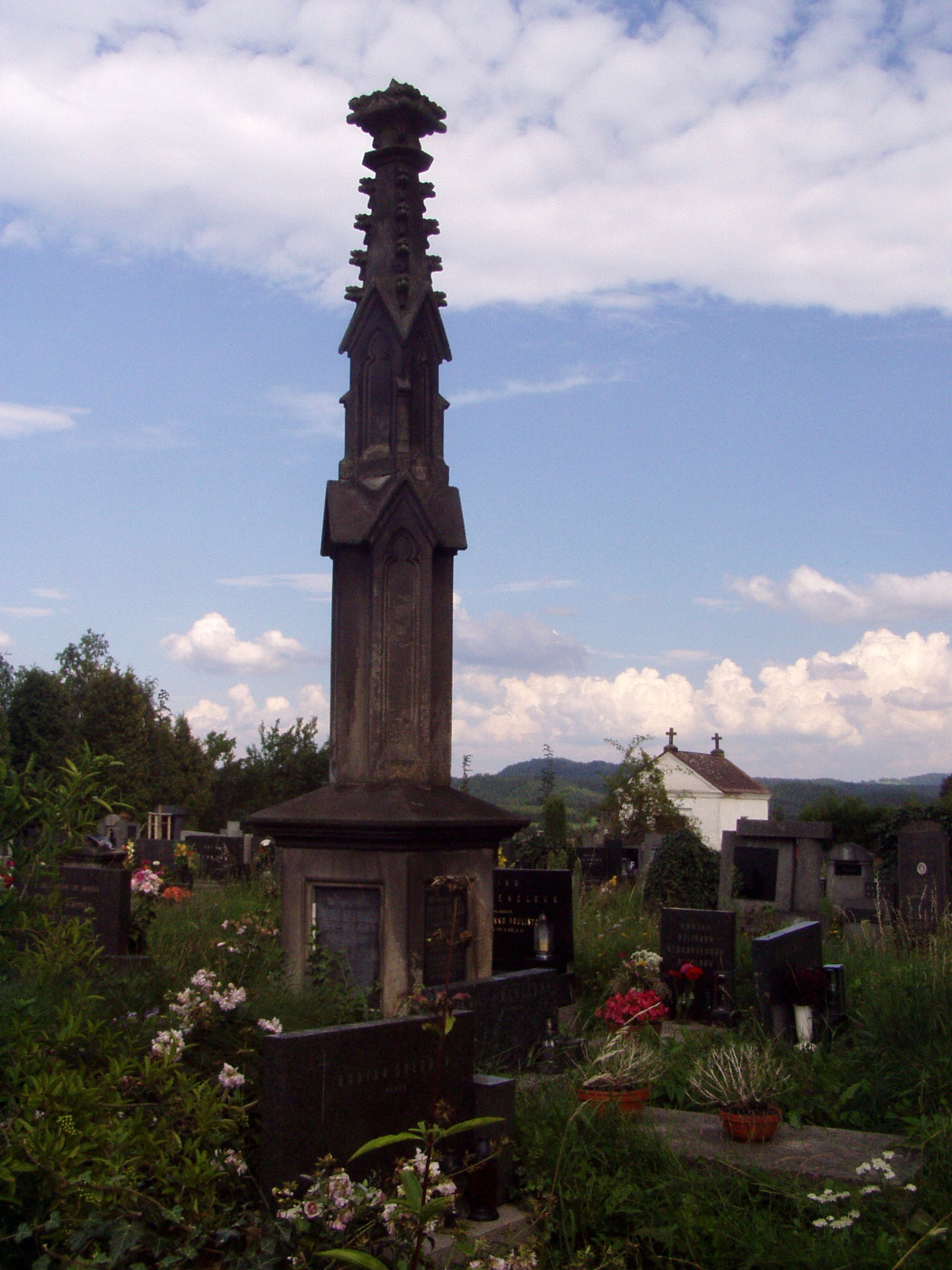
Hrob Josefa Dlaska v Jenišovicích

Josef Dlask se narodil na rodinném statku (čp. 12) 12. července 1782. Dostalo se mu vzdělání v domácké škole a později se vyučoval v Turnově hudbě, především hře na klavír. Později hrál na varhany v turnovském klášteře. Okolo roku 1800 začal zapisovat svoje paměti. V roce 1805 se oženil s Marií roz. Formánkovou z Modřic a 1813 převzal hospodářství. V roce 1818 se přimluvil u rohozeckého hraběte, aby bylo možno využívat rybářský domek v Dolánkách jako školu. Od roku 1821 byl rychtářem v Bukovině. Pod bukovinskou rychtu krom Bukoviny spadaly také Dolánky, Vazovec, Kobylka a Loužek. Na svém statku často hostil pána z Hrubého Rohozce, hraběte Františka Antonína Des Fourse († 1831), se kterým měl, v rámci poddanských konvencí, přátelský poměr. V roce 1831 se dostal kvůli odvodu na vojnu do křížku Benešem z Loužku č. 5 (a jeho ženou), který se ho snažil zabít, ale byl od Dlaska sám notně zbit. Toho roku také složil svoji rychtářskou hodnost a odevzdal hospodářství synovi (také proto, aby nebyl odveden). Na jaře (podle matriky 20. května) roku 1853 se utopil při lovu ryb v Jizeře, rozvodněné po zimě. Pochován byl 23. května na hřbitov v Jenišovicích.
Krom nadprůměrného vzdělání mu bylo umožněno nezvykle široce poznat svůj kraj při poutních slavnostech, byl ve Vambeřicích, Staré Boleslavi, Praze a na Táboře. Byl také dobrý řemeslník, investoval a dokázal velkoryse přestavět rodový statek do podoby, v jaké je znám dodnes. Na vlastní náklady postavil spínací most přes Jizeru, jehož plán si přivezl z Vambeřic. Peníze na tyto projekty získával ze zemědělství, které bylo obzvlášť výnosné po napoleonských válkách. Dle jeho zápisků mu nejvíce vynášel len, prodej jetelového semínka a ovocnářství, které mělo na rodovém statku dlouhou tradici. Byl také novátor, který roku 1827 ve svém kraji poprvé použil úspěšně umělé hnojivo. Známý je také jeho pokus o létání s křídly z husího peří, které sestrojil po porovnání husí a lidské váhy. Tento pokus nedopadl úspěšně.

## Zápisky sedláka Josefa Dlaska
Dnes je znám především jako autor zápisků, jež zachycují život na doláneckém statku, záznamy však obsahují i poznámky staršího data, z nichž nejstarší je z roku 1500 (poslední zápis je z 19. února 1853). Nevyhýbá se ani událostem celoevropského významu, jako je popis bitvy u Lipska, převzatý z dopisu vojáka – kaprála jménem František Smrt, který měl manželku v Turnově. Jako pramen pro historické události Dlaskovi krom vyprávění pamětníků posloužil Vejtah (1765) kněze Josefa Václava Paroubka, Kronika česká kronikáře Václava Hájka z Libočan, Kalendář historický pražského měšťana Jana Rulíka a paměti turnovského rodáka Václava Antonína Meissnera.
Jeho zápisky jsou dodnes ceněny díky jedinečnému svědectví prostého (i když na svoji dobu notně vzdělaného) sedláka v době napoleonských válek a nedlouho po reformách Marie Terezie a Josefa II. Z Dlaskova díla je také patrná skepse starší generace k novým hnutím v období revolučního roku 1848. Pekař ve své studii tuto lidovou kroniku přirovnává k dílu písmáka Františka Jana Vaváka a dodává: „Sloh je svěží, lehký, takřka moderní, jako nedotčený těžkopádnou, složitou slohovou strukturou naší starší literatury.“ Kutnar toto nadšení nesdílí a modernost připisuje pozdějším úpravám prvního editora pamětí Vaňka.
Knižně byl text vydán pod názvem Zápisky Josefa Dlaska, rolníka v Dolánkách u Turnova, k vydání jej připravil v roce 1898 Václav Vaněk, turnovský řídící učitel ve výslužbě. Text stylisticky upravil a doplnil životopis autora na základě výpovědí K. Javůrka, přítele Dlaskova vnuka Josefa. K této příležitosti vypracoval Josef Pekař studii Paměti sedláka Josefa Dlaska (1898 německy jako Memoiren des Bauers Dlask). Neupravený text spolu s poznámkami, doslovem a Pekařovou studií připravil k vydání v roce 1941 František Kutnar. Originál zápisků se dnes nachází v knihovně Muzea Českého ráje.